# Гептаплатинамагний
Гептаплатинамагний — бинарное неорганическое соединение, интерметаллид
платины и магния
с формулой MgPt7,
кристаллы.

## Получение
- Восстановление оксида магния водородом в присутствии платины.

{\displaystyle {\mathsf {7Pt+MgO+H_{2}\ {\xrightarrow {1200-1400^{o}C}}\ MgPt_{7}+H_{2}O}}}

## Физические свойства
Гептаплатинамагний образует кристаллы
кубической сингонии,

параметры ячейки a = 0,7824 нм, Z = 4
.
Имеет область гомогенности 85,5÷89,7 ат.% платины.